# Matelea molinarum
Matelea molinarum är en oleanderväxtart som beskrevs av Louis Otho Otto Williams. Matelea molinarum ingår i släktet Matelea och familjen oleanderväxter. Inga underarter finns listade i Catalogue of Life.